# Premana
Premana är en ort och kommun i provinsen Lecco i regionen Lombardiet i Italien. Kommunen hade 2 229 invånare (2018).